# شهرداری آبادان
شهرداری آبادان یک نهاد عمومی غیردولتی و یکی از قدیمی‌ترین شهرداریهای ایران است که در سال ۱۳۰۴ با نام بلدیه آبادان، تأسیس شد و مدیریت شهری آبادان را به عهده دارد. این شهرداری دارای رتبه 11 شهرداری های کشور بوده و مسئولیت مدیریت این سازمان با شهردار آبادان است که حکم انتصاب آن پس از پیشنهاد از سوی شورای اسلامی شهر توسط وزیر کشور صادر می‌شود.
شهرداری آبادان شامل ۳ منطقه است که مدیریت هر منطقه به عهده شهردار آن منطقه است که توسط شهردار آبادان انتخاب می‌شود و با نظارت معاون امور مناطق فعالیت می‌کند. هر منطقه شامل تعدادی ناحیه است.
ساختمان مرکزی شهرداری آبادان واقع در خیابان شهرداری است. شورای شهر ششم آبادان با ۸ رأی از ۹ رأی اعضا ، یاسین کاوه پور را به عنوان شهردار آبادان انتخاب کردند. پس از انتخاب شورای شهر ، احمد وحیدی وزیر کشور حکم شهردار آبادان را امضاء و توسط مهدی جمالی نژاد معاون عمران و توسعه امور شهری و روستایی وزیر کشور به یاسین کاوه پور ابلاغ شد و کار خود را از ۲۵ آبان ۱۴۰۱ آغاز کرد.
شهرداری آبادان به صورت خودگردان اداره می‌شود و عمده درآمد شهرداری آبادان از فروش تراکم برای املاک و ساخت و سازها است. البته با توجه به وضعیت عمومی کشور و اقتصاد کرونایی و مشکلات مالی مردم ، کاهش محسوس میزان ساخت و سازها و فروش تراکم تاثیر منفی زیادی بر درآمدهای شهرداری آبادان وارد کرده است.
قابل ذکر است که اولین شهردار شهید کشور شهید محمد حسین دشتی زاده شهردار آبادان بوده است.

## مناطق
منطقه یک
منطقه دو
منطقه سه

## معاونت‌ها
معاونت اداری مالی 
معاونت برنامه‌ریزی وتوسعه 
معاونت فنی و عمرانی- محمد قربانی 
معاونت شهرسازی و معماری 
معاونت سرمایه‌گذاری و مشارکتهای اقتصادی 
معاونت امور اجتماعی و فرهنگی 
معاونت خدمات شهری و امور اجرایی 

## سازمان‌ها
سازمان اتوبوسرانی
سازمان تاکسیرانی
سازمان سیما، منظر و فضای سبز شهری
سازمان عمران
سازمان مدیریت پسماند
سازمان خدمات ایمنی و آتش‌نشانی
سازمان آرامستان
سازمان پایانه‌های مسافربری

## مدیریت‌ها
روابط عمومی و امور بین الملل
مدیریت خدمات شهری
مرکز ۱۳۷
مدیریت فاوا  بایگانی‌شده  در ۱۵ مه ۲۰۲۱ توسط Wayback Machine

## وبسایت ها
پورتال رسمی شهرداری آبادان abadan.ir
اینستاگرام شهرداری آبادان 
اداره زیباسازی شهرداری آبادان https://web.archive.org/web/20190328012651/http://zibasazi.abadan.ir/